# Jules Robuchon
Jules-César Robuchon (30. října 1840 Fontenay-le-Comte – 14. února 1922 Poitiers) byl francouzský fotograf a sochař.

## Život a dílo
Fotografii se začal věnovat v Paříži v roce 1860. Kromě tohoto umění se věnoval také sochařství, založil Syndicat d'initiative a fotografoval pro společnost starožitníků Société des antiquaires de l'Ouest. Po roce 1900 se kromě sochařství věnoval produkci pohlednic, které nabízel ve svém ateliéru na Moulin à Vent à Poitiers.
Měl dva syny, Gabriela Robuchona s přezdívkou Mérovak, malíře ve stylu symbolismu, a Eugèna Robuchona, průzkumníka.

## Knihy
- Paysages et Monuments du Poitou, Paris, 1883–1895
- Paysages et Monuments de Bretagne, Paris, May & Motteroz, 1892.
- 1899, Expositions, concours et fêtes de la ville de Poitiers, Bergeret imprimeur, Nancy, 1899

## Výstavy
- 2008, Logis de la Chabotterie, Saint-Sulpice-le-Verdon, Francie

## Galerie

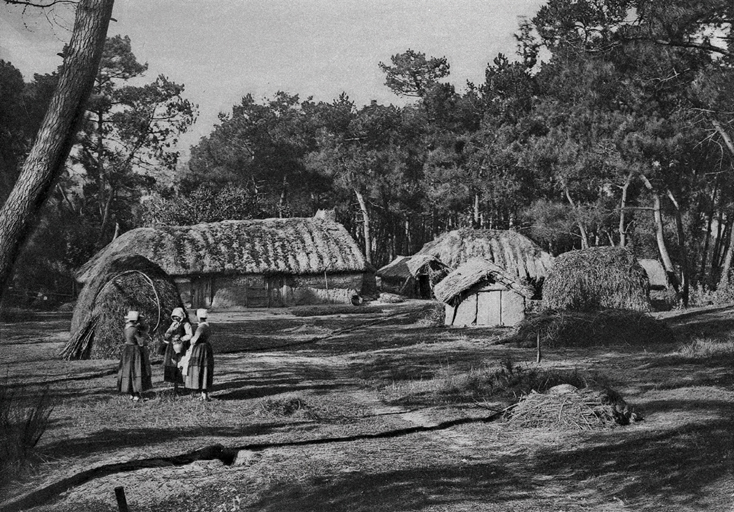
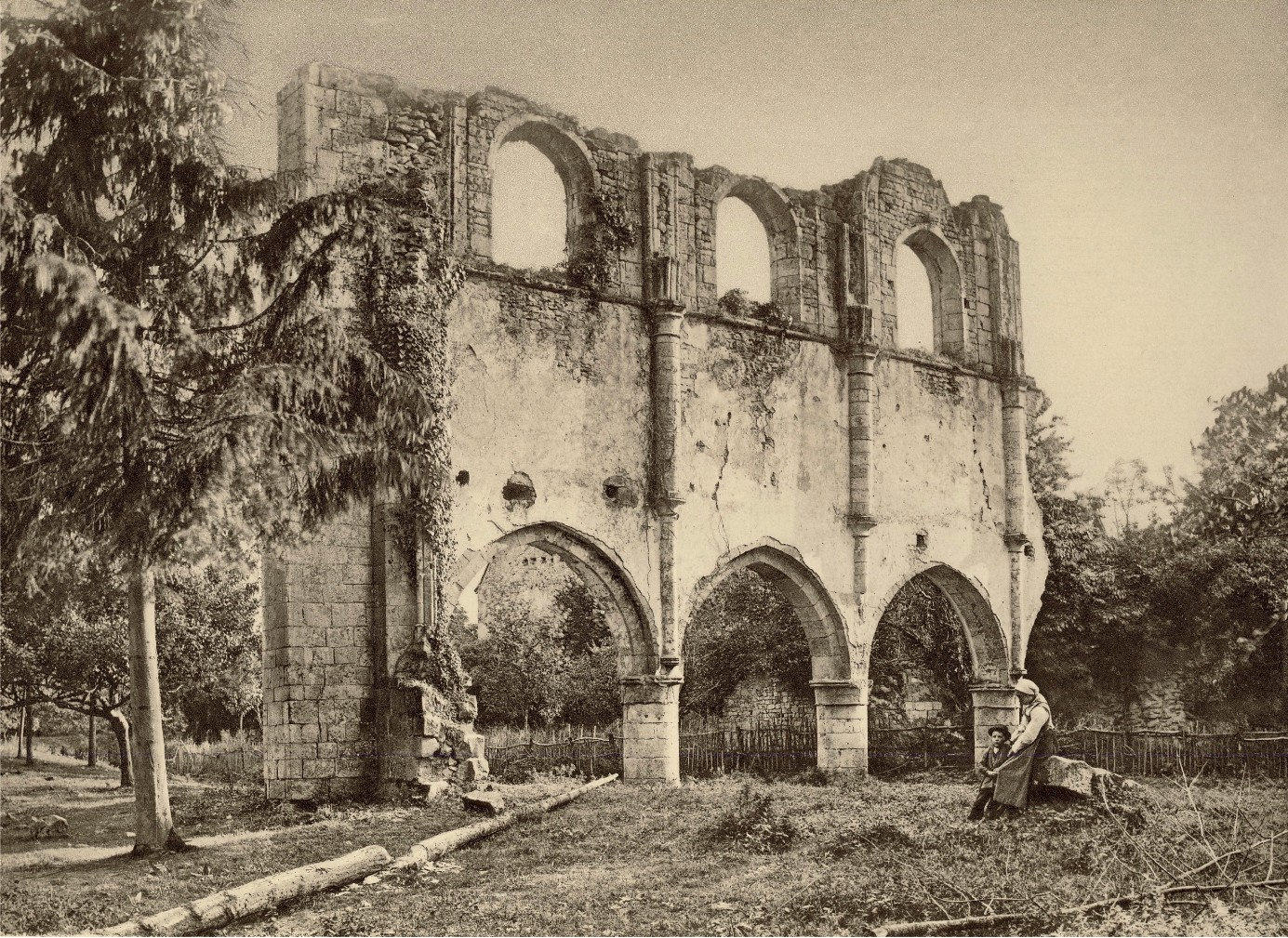
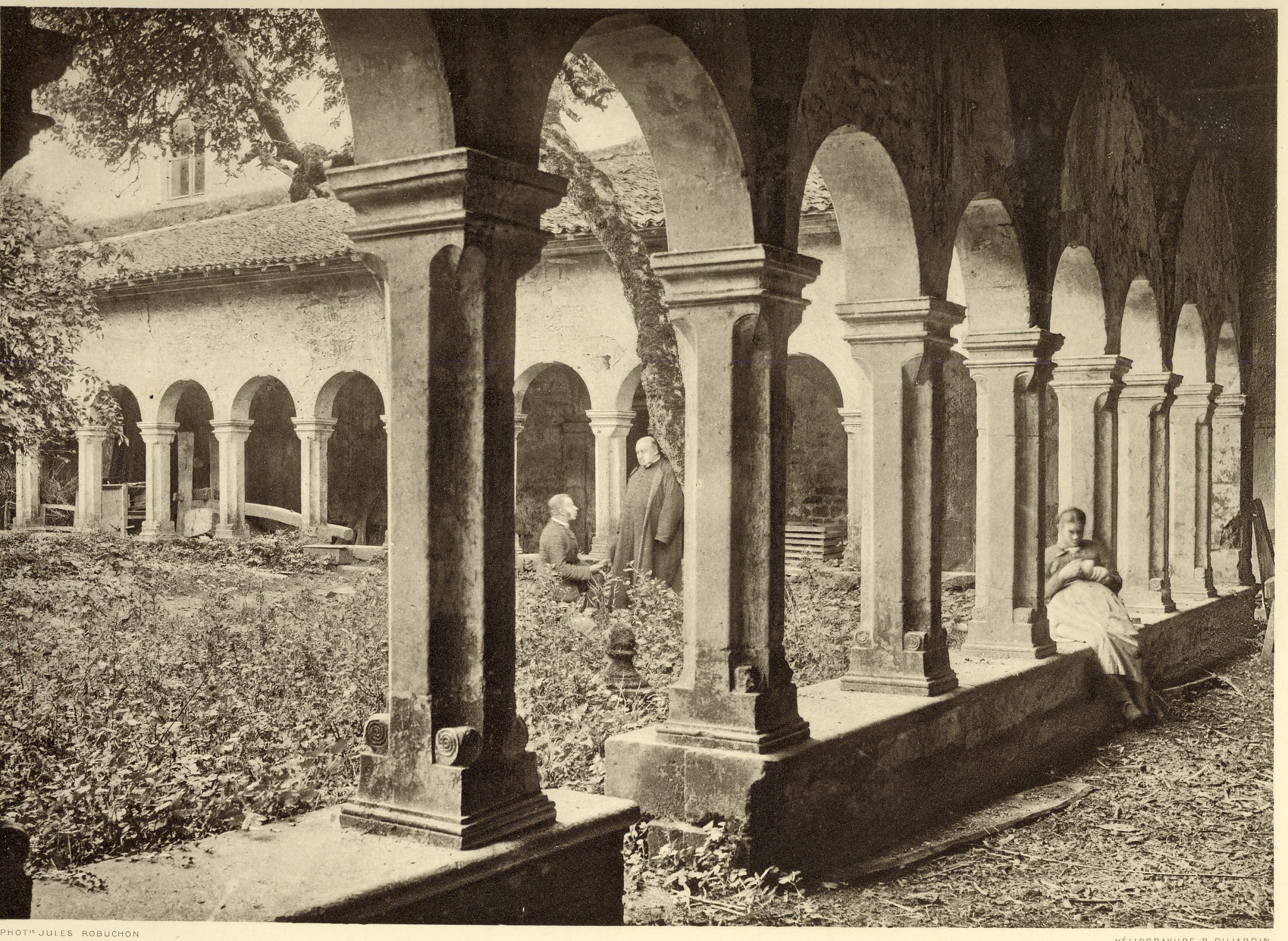
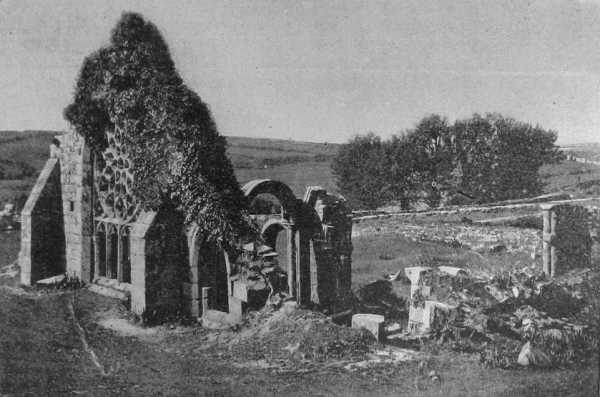
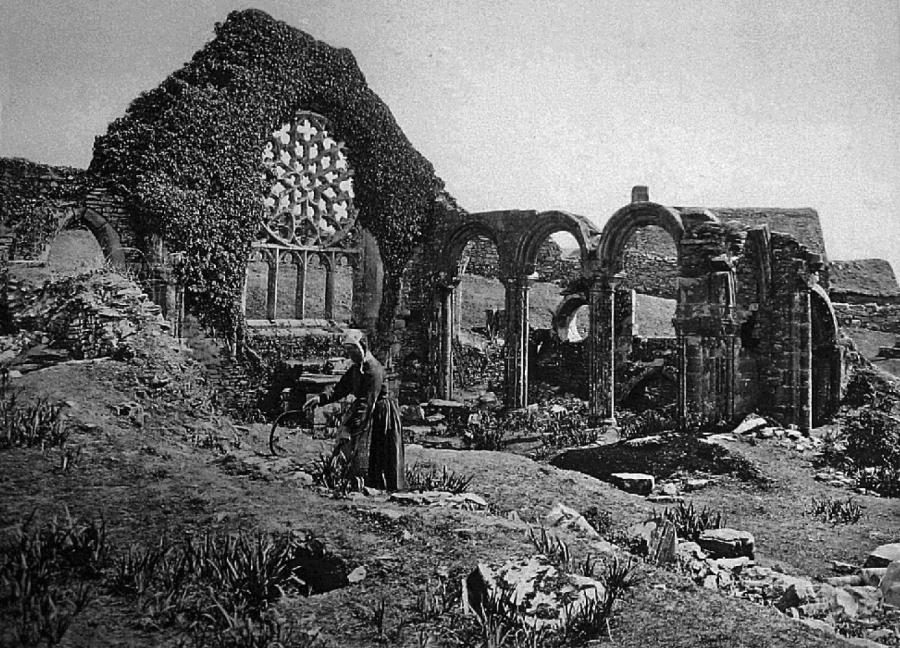